# Коляновський Афанасій Миколайович
Афана́сій Микола́йович Коляно́вський (6 серпня 1925 — 5 лютого 2013) — український поет. Член Національної спілки письменників України від 1995 року.

## Біографія
Афанасій Миколайович Коляновський народився 6 серпня 1925 року в селі Тернавка, нині Томашівка Дунаєвецького району Хмельницької області.
Учасник Другої світової війни, нагороджений орденами і медалями.
1953 року закінчив історико-філологічний факультет Кам'янець-Подільського педагогічного інституту (нині Кам'янець-Подільський національний університет імені Івана Огієнка).
Понад 30 років працював учителем у селах Удріївці та Томашівка Дунаєвецького району. Потім переселився у село Ляпинці Хмельницького району, де помер 5 лютого 2013 року.
Лауреат Хмельницької обласної премії імені Микити Годованця.

## Творчість
Автор збірок поезій:
- «Сльозою згірклою не змилось» (1990),
- «Повернення до себе» (1992),
- «На грані часу» (1993),
- «За словом слово» (1994),
- «Вибір» (1995),
- «Підкова на щастя» (1996),
- «Очима пам'яті» (Вибране, 1997),
- «З дерева буття» (1997),
- «Велінням совісті» (1998),
- «Цвітовидь райдужна» (1999),
- «Нерідний дід» (видання для дітей, 1999, Бедрихів край, 2002),
- «Літоспад» (2000),
- «Живу своїм», (вірші, 2003),
- «Квінтет» (Оповідання, «Бедрихів край», 2003),
- «Сміх під страхом» (Гуморески, «Бедрихів край», 2005),
- «На рідних стежках» (Колекція, 2006),
- «Повернення» (Сонети, Бедрихів край, 2007),
- «Незігране танго» (Бедрихів край, 2007).